# Jastrebac (Vladičin Han)
Pour les articles homonymes, voir Jastrebac.
Jastrebac (en serbe cyrillique : Јастребац) est un village de Serbie situé dans la municipalité de Vladičin Han, district de Pčinja. Au recensement de 2011, il comptait 120 habitants.

## Démographie
| 1948 | 1953 | 1961 | 1971 | 1981 | 1991 | 2002 | 2011 |
| ---- | ---- | ---- | ---- | ---- | ---- | ---- | ---- |
| 590  | 629  | 637  | 578  | 467  | 329  | 221  | 120  |

|  |